# Comuna Cordăreni, Botoșani
Cordăreni este o comună în județul Botoșani, Moldova, România, formată din satele Cordăreni (reședința), Grivița și Slobozia. Are o suprafață de 45,45 km pătrați și cu o populație de aproximativ 1786 de locuitori, rezultând o comună de gradul trei.

## Istoric
VECHIMEA COMUNEI CORDĂRENI
Ca și în cazul altor așezări, varietatea formelor de relief, bogăția acestor locuri au creat posibilitatea așezării omului aici, încă din cele mai vechi timpuri. Deși pe teritoriul satului nu au fost efectuate săpături arheologice științifice, sunt atestate totuși urme ale unor vechi așezări omeneștii.
Cele mai vechi dovezi de viață omenească cunoscute până în prezent sunt resturile materiale datând încă din neolitic. Resturi de culturi materiale neolitice a populației străvechi de pe teritoriul satului Cordăreni au fost identificate în mai multe locuri. În sprijinul afirmațiilor de mai sus menționăm că la hotarul de nord al satului Cordăreni cu comuna Havârna, pe un platou la marginea Dealului Pâșcov, la aproximativ 800 m nord-vest de Movilă Pâșcov și la aproximativ 600 m, la vest de fostul iaz Pâșcov, lângă pădurea Rediu, s-a descoperit o întinsă așezare din care s-au cules bucăți de chirpici, piese de silex și numeroase fragmente ceramice aparținând culturii Cucuteni, faza AB.
Pe botul de deal numit Valea Murarului, la 1 km de pârâul Ibăneasa spre sud și la 300 m de pârâul Valea Murarului, în est, a fost descoperită o așezare din care s-au cules fragmente ceramice aparținând culturii Cucuteni, faza B, loc situat în partea de sud-est a satului, la o depărtare de 1,2 km și la aproximativ 500 de metri de pădurea Vorniceni. La această descoperire arheologică făcută de prof. Constantin Gologan, au lucrat prof. Anton Chiorescu, elevii Amurăriței Gelu, Jijie Viorel in 1975.
De asemenea la circa 1 km de sat în partea de nord, pe locul numit Prosia, la 200 m de pârâul Ponoare s-a descoperit o așezare, din care s-au cules fragmente ceramice aparținând neoliticului faza A, în 1973 făcută de prof. Constantin Gologan.
Cultura Cucuteni este puternic reprezentată atât pe teritoriul satului Cordăreni cât și în spațiul geografic învecinat. Așa de exemplu la numai 3 km de moșia Cordărenilor, pe moșia satului Corlăteni, au fost descoperite așezării omenești din epoca neolitică. Acestea ne fac să credem că este probabil ca evoluția demografică din neolitic să fi determinat o locuire pe o arie mai largă, deci și la Cordăreni. Urme de așezări omenești în zonă sunt și pentru perioadele următoare trecerii de la neolitic la epoca bronzului și cea a fierului, așa cum ar fi la Corlăteni sau Lozna, prima localitate fiind la 6 km depărtare de Cordăreni.
Deci nu este exclusă, presupunem o continuitate de locuire și pentru vatra satului Cordăreni în această perioadă. Din secolul ala XIV lea, odată cu apariția domniei, domnul va exercita asupra pământului întregii tari un drept de stăpânire superioară și un drept de jurisdicție asupra întregului teritoriu al statului.
Pentru a-si avea sprijinul boierilor, domnul le întărește acestora drepturile asupra proprietății funciare pe care ei le transmiteau ereditar.
În virtutea aceluiași drept de stăpânire supremă, domnia făcea miluiri și dări de pământ mănăstirilor, apoi unor boieri și slugi domnești, pentru slujirea cu credință a intereselor domniei și de multe ori chiar ale tarii.
Cu ocazia unei asemenea dări, este și prima mențiune documentară a satului Cordăreni, din 17 ianuarie 1517, când Bogdan al –III- lea, cel orb, fiul lui Stefan Cel Mare, care domnește între 2 iulie 1504 și 20 aprilie 1517, întărea câteva sate marelui boier Luca Arbore, cu care ocazie ceașnicul Drogotă Secuianul, în schimbul unui sat de peste Prut primea Cordărenii pe Ibăneasa.
Documentul original emis de cancelaria lui Stefan Cel Tânăr (fiul lui Bogdan al –III-lea), care domnește între anii 1517 – 1527 confirmă acest schimb de sate, arătând în plus că această așezare aparținuse copiilor Neagăi, fiica lui Andreica Cordar, nepoata lui Iuban cel Bătrân cu privilegiul ce a a avut Iuban cel Bătrân de la străbunicul nostru Alexandru Voievod (Alex cel Bun).
Redăm un fragment din 1519 emis de cancelaria lui Ștefăniță Voievod ”Din mila lui Dumnezeu, noi Stefan Voievod domn al Tarii Moldovei facem cunoscut cu această carte a noastră, tuturor celor ce o vor vedea sau o vor auzi citindu-se, că acest adevărat, credinciosul nostru pan Dragotă Secuianul ceașnic a slujit mai înainte sfânt răposatului nostru bunic Stefan Voievod și părintelui nostru Bogdan Voievod, drept și credincios, iar astăzi slujește nouă drept și credincios”.
În continuare se arată că Ștefăniță întărește lui Dragotă Secuianul “Un sat pe Ibăneasa, anume Cordăreni ce el a cumpărat de la copii Neagăi fiica lui Andreica Cordar, nepoata lui Iuban cel Bătrân, și din privilegiul ce a avut bunicul lui Iuban cel Bătrân de la străbunicul nostru Alexandru Voievod (fiul lui Roman I)”.
Vechimea satului trebuie deci coborâtă pe bază documentară până la primele decenii ale secolului al XV lea, deci din timpul lui Alexandru cel Bun.
Moșia Cordăreni a avut la început un singur proprietar, fiind apoi lăsată moștenire urmașilor, neavând date despre hotarele moșiei, însă aflăm cu aproximație că satul era așezat sub Dumbrava Înaltă, iar hotarul să fie, după hotarul vechi pe unde din veac au folosit”.
Urme din Dumbrava Înaltă sunt și astăzi pe teritoriul moșiei Cordăreni, constând în trei păduri mai mici și stejari izolați cu o vechime de peste 500 de ani.
O asemenea pădure se află la 1,2 km spre sud numită Cordăriuca, alta situată la 1,5 km în partea de sud-est a satului numită Slobozia – Vorniceni și alta în partea de nord –vest a satului, la o depărtare de 2 km , numită Grivița.
Cât privește stejarii izolați, ei sunt în număr de 3 în prezent situați în partea de sud-est a satului la aproximativ 400 m de pădurea Slobozia –Vorniceni.
(Înainte de 1962 au fost 7 stejari, dar care s-au uscat din diferite pricini, 2 în rând cu cei 3 stejari actuali și 2 mai izolați).
Se impune pentru cititorii noștri, mai ales cei din Cordăreni să cunoască câteva date despre Dumbrava Înaltă. Am afirmat că acești stejari au peste 500 de ani. Aducem argumente că multe Dumbrăvi, au apărut în partea de nord a Moldovei, după luptele duse de Stefan Cel Mare cu polonii în anul 1497.
Ioan Albert regele Poloniei în august 1497 începe campania împotriva Moldovei, în fruntea unei armate de circa 100 000 de oșteni trece Nistrul pe la Mihălceni și înaintează până la Cotnari. Stefan trimite solii pentru tratative dar aceștia sunt arestații și închiși în Cetatea Liovului. Atunci Stefan își dă seama de adevăratele intenții ale acțiunilor militare de a ocupa Moldova. În fata acestei situații, Stefan poruncește ca oastea Moldovei să se adune în Târgul Romanului.
În 27 august 1497 Stefan părăsește Suceava capitala Moldovei, și se îndreaptă spre Roman, unde erau adunați peste 40 000 de oșteni și 2000 de oșteni trimiși de Radu Cel Mare din Tara Românească.
În 24 septembrie 1497 oastea polonă ajunge până sub zidurile Sucevei și începe asediul.
Asediul a durat 3 săptămâni zi și noapte, însă fără nici un rezultat.
După tratative duse de conducătorul Transilvaniei, Stefan acceptă încetarea ostilităților, dar cere lui Albert să se întoarcă în Polonia pe aceeași cale pe unde au venit. Armata polonă începe retragerea dar nu respectă clauza impusă de Stefan, alegând drumul care trecea prin Siret prin marele Codru al Cosminului, spre Cernăuți.
Pe 26 octombrie 1497 oastea moldovenească condusă de Stefan cel Mare, atacă armata polonă în Codrii Cosminului unde cade în luptă cea mai mare parte a armatei poloneze.
Sunt luați zeci de mii de ostași polonezi ca prizonieri, care sunt dați sălașurilor de boieri din nordul Moldovei, ca slugi.
Aceștia sunt puși să are pământul cu plugurile, unde s-a semănat ghindă iar pădurile de stejari apărute s-au numit Dumbrăvi, așa cum credem că a apărut Dumbrava Înaltă de la Cordăreni.
Ioan Albert vrea să se răzbune în anii următori, dar oastea sa are aceeași soartă de la Codrii Cosminului, oștenii sunt luați prizonieri și puși să planteze stejari luând ființă alte Dumbrăvi.
Apreciez în mod deosebit inițiativa primarului Cristian Dumitraș, care împreună cu elevi de la Școala Gimnazială Cordăreni, conduși de Mirela Dumitraș și alți invitați am plantat în locul stejarilor uscați de la Cordăreni, puieți de stejari în data de 15 aprilie 2018.(Câte 15 puieți pentru fiecare stejar uscat).
Locurile satului Cordăreni, sunt încărcate de istorie, amintind că pe aici trecea ” drumul cel mare ce mergea la Hotin” nu departe de locul numit Seliște unde au fost scoase la iveală mai multe monede poloneze din aur și argint purtând anii 1540-1598, iar locul menționat este o veche așezare medievală(un vechi târg).Pe acest drum a fost posibilă venirea lui Iacob Heraclid Despot, sprijinit de polonezi, la Verbia , unde a avut loc lupta cu Alexandru Lăpușneanu între 17-18 noiembrie 1561, localitate aflată în sudul Cordărenilor, la aproximativ 7 km.
Tot atât de probabil, banii menționați mai sus, puteau fi ascunși în anul 1600 la trecerea armatei lui Mihai Viteazul, prin Dumeni, sat pe care îl prăda și care se află la 4 km distanta de Cordăreni, neexcluzându-se trecerea armatei chiar prin Cordăreni.
Tot pe ”Drumul cel mare ce mergea la Hotin” la Verbia, a avut loc și lupta dintre Ieremia Movilă domnul Moldovei cu armatele lui Mihai Viteazul, unde domnitorul Moldovei este învins și se retrage la Hotin. Trupele lui Mihai Viteazul pornesc spre Suceava, care își deschid porțile fără luptă, astfel având loc în mai 1600 prima unire a celor trei tari române. Într-un hrisov din 6 iulie 1600 el se intitulează “domn al Tarii Românești și Ardealului și a toată Tara Moldovei”.
Crâmpeie despre istoria satului Cordăreni, vom da și în continuare, dar acum amintim doar că moșia Cordăreni a fost împărțită după moartea lui Drogotă Secuianul între fii acestuia Mariica care a primit partea de vest a moșiei, Nichita care primește partea de mijloc a moșiei și Magdalena care primește partea de est, care credem că este actuala moșie Slobozia., care vor fi mai târziu satele Cordăreni, Slobozia-Ghinghioaia și Grivița.

## Geografie
Din punct de vedere geografic este așezată în zona subcarpatică de nord a Moldovei, la o altitudine de 247 m. Cel mai înalt punct de pe raza comunei este Dealul Holm cu înălțime de 250 m. Prin Cordăreni trec paralelele de 48 grade 10 minute latitudine nordică și 26 grade 40 minute longitudine estică, iar relieful se caracterizează prin platouri, dealuri și văi. Satul Cordăreni este așezat în albia majoră, de o parte și de alta a pârâului Ibăneasa, iar satul Grivița este așezat pe platoul numit „Dealul Iazului lui Păun”. La est comuna este străjuită de Dealul Holm, iar principalele ape de pe teritoriul comunei sunt pârâul Ibăneasa și pârâul Boilor.

## Solurile
Tipurile zonale de soluri identificate pe teritoriul comunei sunt cernoziomul levigat cu diferite grade de eroziune, cernoziomul puternic levigat și soluri brun-roșcate de pădure. În general natura solului este favorabilă agriculturii.

## Fauna
În pădurile ce străjuiesc comuna Cordăreni veți întâlni și laleaua pestriță – monument al naturii protejat prin lege.
Plantă mediteraneeană, laleaua pestriță face parte din familia liliaceelor și este pusă sub protecția legii în toate țările europene. Este cunoscută și sub numele de biblică datorita asemanării florilor cu penajul acestei păsări, dedita în jurul satului Ilișești, caldarusa în zona orașului Rădăuți și a comunei Verești. Preferă locuri mlăștinoase, umede, bahnoase sau turboase. Tulpina înaltă de 20 – 30 cm, frunzele alterne, late de 3 – 10 mm și lungi de 8 – 14 cm. Flori solitare, mari, inodore, pendente, brune purpurii, pătate în forma tablei de șah. Răspândirea ei mai rară în țară și mai frecventă în județ o găsim în localitățile: Brăiești, Gorovei Calafindesti, Voitinel, Zamostea, Zvoriștea. Această minune a naturii se găsește și în pădurea Cordăreni și este numită popular “căldăruși”. Fritillus în latină înseamnă tablă de șah, aluzie la pătrățelele ordonate, brun-roșcate ale lalelei care alternează cu pătrățele de alte culori, de aici impresia de pestriț; din acelasi motiv, popular i se spune „bibilica”. Planta are în pământ un bulb, din care pornesc primavară, cateva frunze verzi liniare și flori în formă de cupă cu petale violacee pătate cu alb. Floarea nu are miros parfumat, dar este culeasă de localnici pentru că o folosesc pentru vopsit scoarțele in violet.

## Destinație turistica
Comuna Cordăreni este în adevăratul sens al cuvântului o destinație turistică, deosebită prin tot ceea ce găzduiește – numeroase resurse naturale (peisaje, floră, trasee turistice), culturale și istorice. Zona înglobează pagini de istorie, monumente unice, tradiții și obiceiuri străvechi care atestă o permanentă spirituală și istorică a locuitorilor acestor meleaguri.

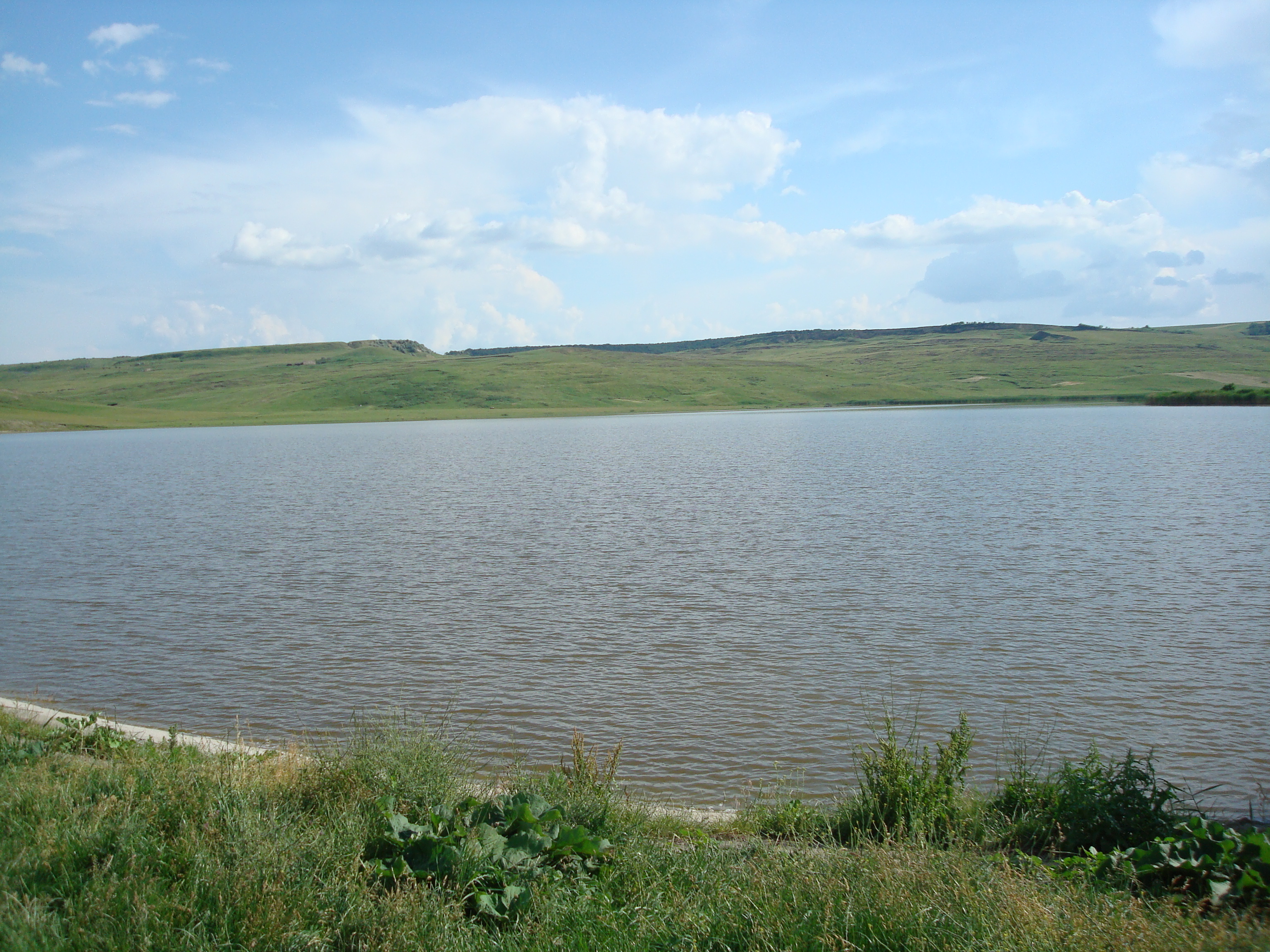
Iazul Slobozia, comuna Cordăreni

## Demografie
Componența etnică a comunei Cordăreni
     Români (96,61%)
     Alte etnii (0%)
     Necunoscută (3,39%)
Componența confesională a comunei Cordăreni
     Ortodocși (94,38%)
     Penticostali (1,48%)
     Alte religii (0,53%)
     Necunoscută (3,6%)
Conform recensământului efectuat în 2021, populația comunei Cordăreni se ridică la 1.887 de locuitori, în creștere față de recensământul anterior din 2011, când fuseseră înregistrați 1.783 de locuitori. Majoritatea locuitorilor sunt români (96,61%), iar pentru 3,39% nu se cunoaște apartenența etnică. Din punct de vedere confesional, majoritatea locuitorilor sunt ortodocși (94,38%), cu o minoritate de penticostali (1,48%), iar pentru 3,6% nu se cunoaște apartenența confesională.

## Politică și administrație
Comuna Cordăreni este administrată de un primar și un consiliu local compus din 11 consilieri. Primarul, Constantin Dumitraș[*], de la Partidul Social Democrat, este în funcție din 2008. Începând cu alegerile locale din 2024, consiliul local are următoarea componență pe partide politice:
|  | Partid                    | Consilieri | Componența Consiliului | Componența Consiliului | Componența Consiliului | Componența Consiliului | Componența Consiliului | Componența Consiliului | Componența Consiliului | Componența Consiliului | Componența Consiliului |
|  | ------------------------- | ---------- | ---------------------- | ---------------------- | ---------------------- | ---------------------- | ---------------------- | ---------------------- | ---------------------- | ---------------------- | ---------------------- |
|  | Partidul Social Democrat  | 9          |                        |                        |                        |                        |                        |                        |                        |                        |                        |
|  | Partidul Național Liberal | 2          |                        |                        |                        |                        |                        |                        |                        |                        |                        |

## Personalități
- Eugen Velea (1940 - 2002), ofițer de Securitate.